# ایستگاه هاوتورن/لنیکس
ایستگاه هاوتورن/لنیکس (انگلیسی: Hawthorne/Lennox station) یکی از ایستگاه‌های خط سی متروی لس آنجلس است.
این ایستگاه که در سال ۱۹۹۰ تاسیس شده در میانه بزرگراه بین ایالتی ۱۰۵  واقع شده و نام آن از بلوار هاوتورن و محله لنیکس که در آن قرار دارد، گرفته شده است. این ایستگاه همچنین نزدیک به شهر هاوتورن ساخته شده است.

## نگارخانه

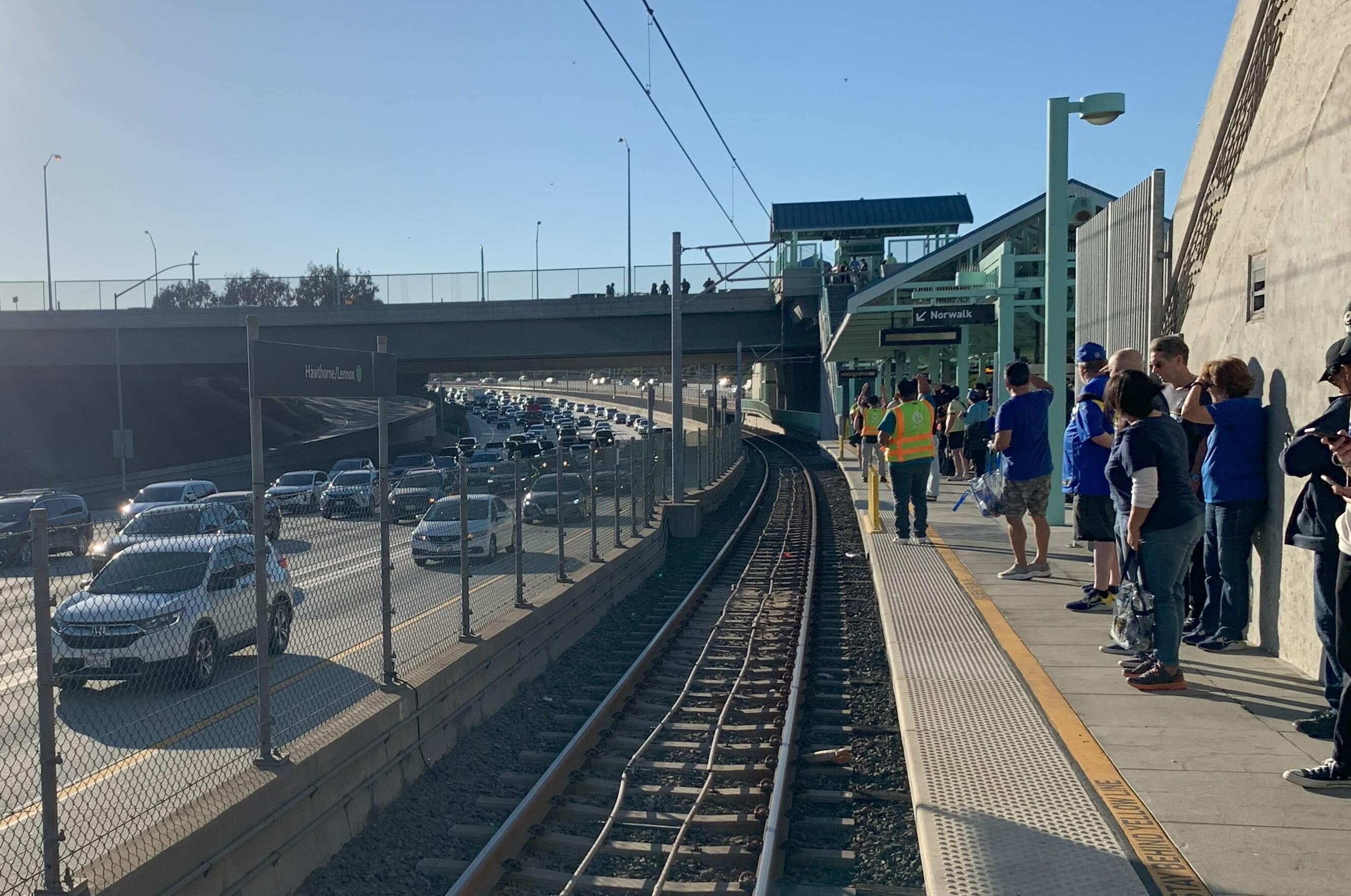
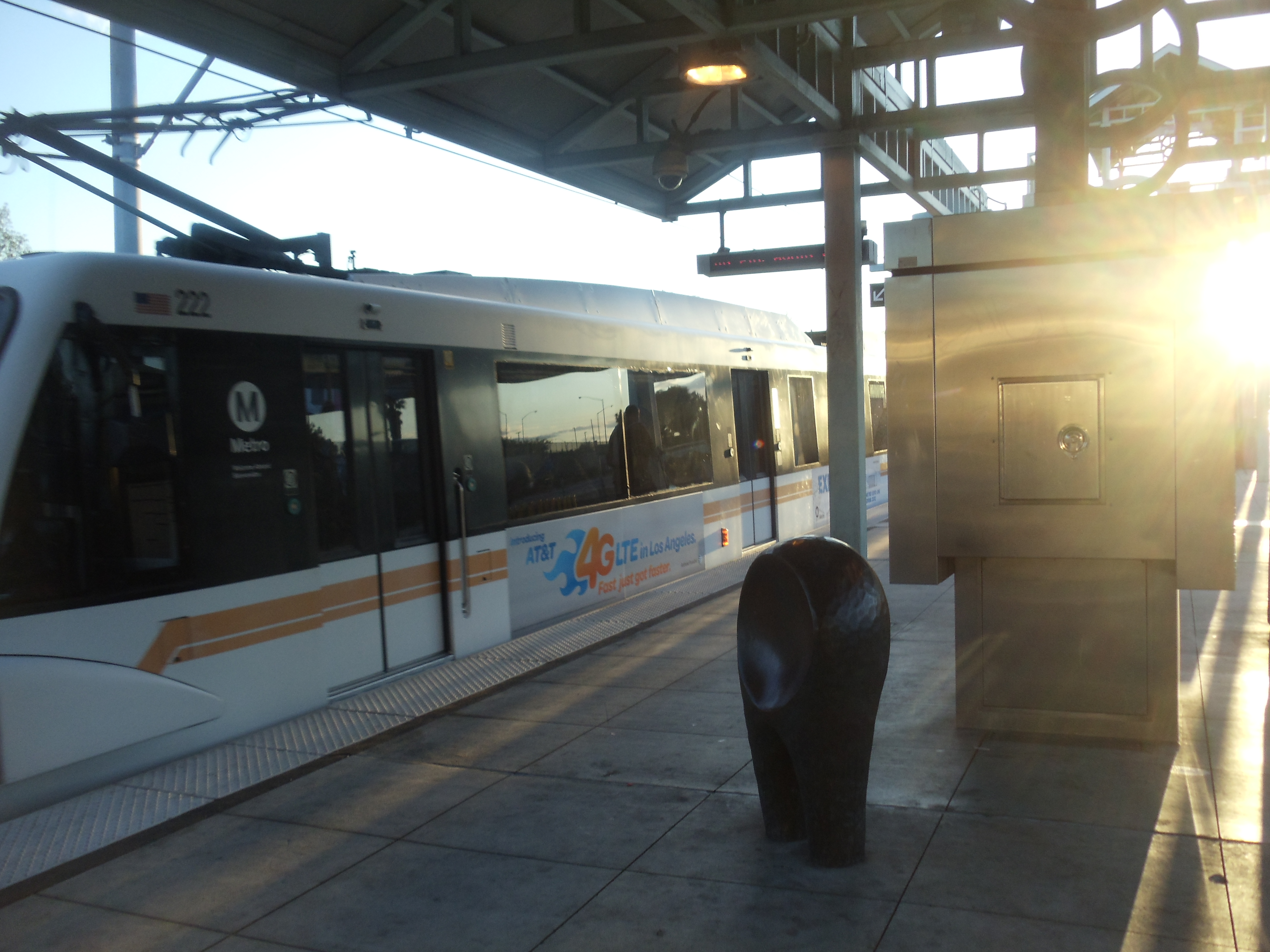